# Gampsocoris punctipes
Gampsocoris punctipes är en insektsart som först beskrevs av Ernst Friedrich Germar 1822.  Gampsocoris punctipes ingår i släktet Gampsocoris, och familjen styltskinnbaggar. Enligt den svenska rödlistan är arten nära hotad i Sverige. Arten förekommer i Götaland. Artens livsmiljö är jordbrukslandskap.

## Bildgalleri

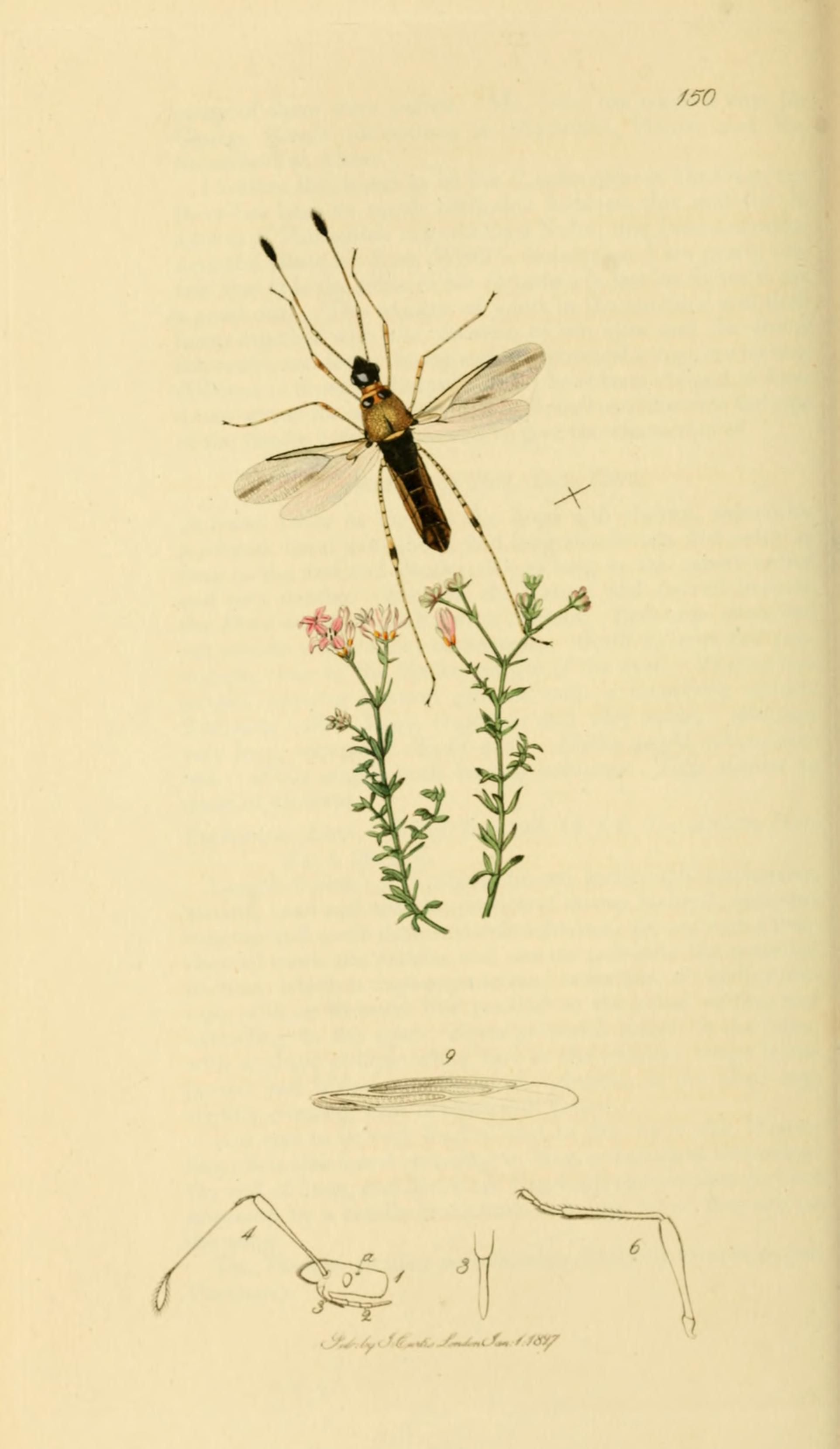